# Tomislav Milićević
Tomislav Milićević (en serbio: Томислав Милићевић; Krusevac, Yugoslavia; 29 de septiembre de 1940 – 24 de octubre de 2024) fue un futbolista yugoslavo que jugó en la posición de defensa.

## Equipos
| Periodo   | Club                   | Apariciones | Goles |
| --------- | ---------------------- | ----------- | ----- |
| 1958-1960 | FK Napredak Kruševac   | 28          | 5     |
| 1960-1967 | Red Star Belgrade      | 91          | 2     |
| 1968      | Chicago Mustangs       | 25          | 0     |
| 1969–1970 | NK Maribor             | 37          | 0     |
| 1970      | FK Radnički Kragujevac | 7           | 0     |
| 1971      | Gazélec Ajaccio        | 15          | 6     |

## Tras el retiro
Luego de retirarse como futbolista, Milićević trabajó en el sistema de ligas menores del Red Star Belgrade por más de 30 años, periodo donde descubrió a varios jugadores como Dejan Stanković y Marko Pantelić entre otros.

## Logros
- Yugoslav First League: 1963–64, 1967-68
- Yugoslav Cup: 1963–64, 1967-68